# Šušara
Šušara (cyr. Шушара) – wieś w Serbii, w Wojwodinie, w okręgu południowobanackim, w mieście Vršac. W 2011 roku liczyła 333 mieszkańców.